# Richmond Renegades (SPHL)
Die Richmond Renegades waren eine US-amerikanische Eishockeymannschaft aus Richmond, Virginia. Das Team spielte von 2006 bis 2009 in der Southern Professional Hockey League. 

## Geschichte
Die Mannschaft wurde 2006 als Franchise der Southern Professional Hockey League gegründet. In der Stadt füllten sie die Lücke, die im selben Jahr die Richmond Riverdogs aus der United Hockey League hinterließen. Die Renegades selbst wurden nach einem gleichnamigen Team aus der ECHL benannt. In der SPHL gehörten sie in den drei Jahren ihres Bestehens zum Mittelmaß der Liga und belegten jeweils den vierten bzw. fünften Rang. In den Playoffs scheiterten sie in den ersten beiden Spielzeiten in der ersten Runde (gegen die Knoxville Ice Bears bzw. Fayetteville FireAntz), während sie diese in der Saison 2008/09 verpassten. Anschließend wurde das Franchise aufgelöst.    

## Saisonstatistik
Abkürzungen: GP = Spiele, W = Siege, L = Niederlagen, T = Unentschieden, OTL = Niederlagen nach Overtime SOL = Niederlagen nach Shootout, Pts = Punkte, GF = Erzielte Tore, GA = Gegentore, PIM = Strafminuten
| Saison  | GP | W  | L  | T | OTL | SOL | Pts | GF  | GA  | Platz    | Playoffs                       |
| 2006/07 | 56 | 27 | 25 | — | 4   | —   | 58  | 187 | 219 | 5., SPHL | Niederlage in der ersten Runde |
| 2007/08 | 52 | 27 | 22 | — | 1   | 2   | 57  | 178 | 174 | 4., SPHL | Niederlage in der ersten Runde |
| 2008/09 | 60 | 30 | 27 | — | 3   | —   | 63  | 215 | 235 | 5., SPHL | nicht qualifiziert             |

## Team-Rekorde

### Karriererekorde
Spiele: 112  R.C. Lyke
Tore: 52  Andre Gill
Assists: 84  Dan Vandermeer
Punkte: 111  Dan Vandermeer
Strafminuten: 478  Mat Goody